# Ryoko Tani
Ryoko Tani (谷 亮子, Tani Ryōko, nascida Tamura) (Fukuoka, 6 de setembro de 1975) é uma ex-judoca japonesa. Foi sete vezes campeã mundial e duas vezes campeã olímpica, sendo considerada pela Federação Internacional de Judô como a melhor judoca da história.
Tani é uma das poucas atletas a conquistar cinco medalhas consecutivas em Jogos Olímpicos (1992–2008). Passou a competir como Ryoko Tani em 2003 após casar-se com o jogador de beisebol Yoshitomo Tani. Em 2010 foi eleita membro da Câmara Alta pelo Partido Democrático do Japão e retirou-se da carreira de judoca profissional para se dedicar integralmente a política. À época se preparava para disputar sua sexta Olimpíada, em Londres 2012.

## Premiações
- Em Campeonatos Mundiais de Judô:

| Ouro | Campeonato Mundial de Judô - 1993 | Ouro | Campeonato Mundial de Judô - 1995 |
| Ouro | Campeonato Mundial de Judô - 1997 | Ouro | Campeonato Mundial de Judô - 1999 |
| Ouro | Campeonato Mundial de Judô - 2001 | Ouro | Campeonato Mundial de Judô - 2003 |
| Ouro | Campeonato Mundial de Judô - 2007 |      |                                   |

Em Jogos Olímpicos:
| Ouro | Jogos Olímpicos de Verão de 2000 | Ouro | Jogos Olímpicos de Verão de 2004 |

Além destes, a judoca também possui duas medalhas de prata (1992, 1996) e uma de bronze (2008) nos Jogos Olímpicos de Verão.